# Vindecarea bolnavului de dropică

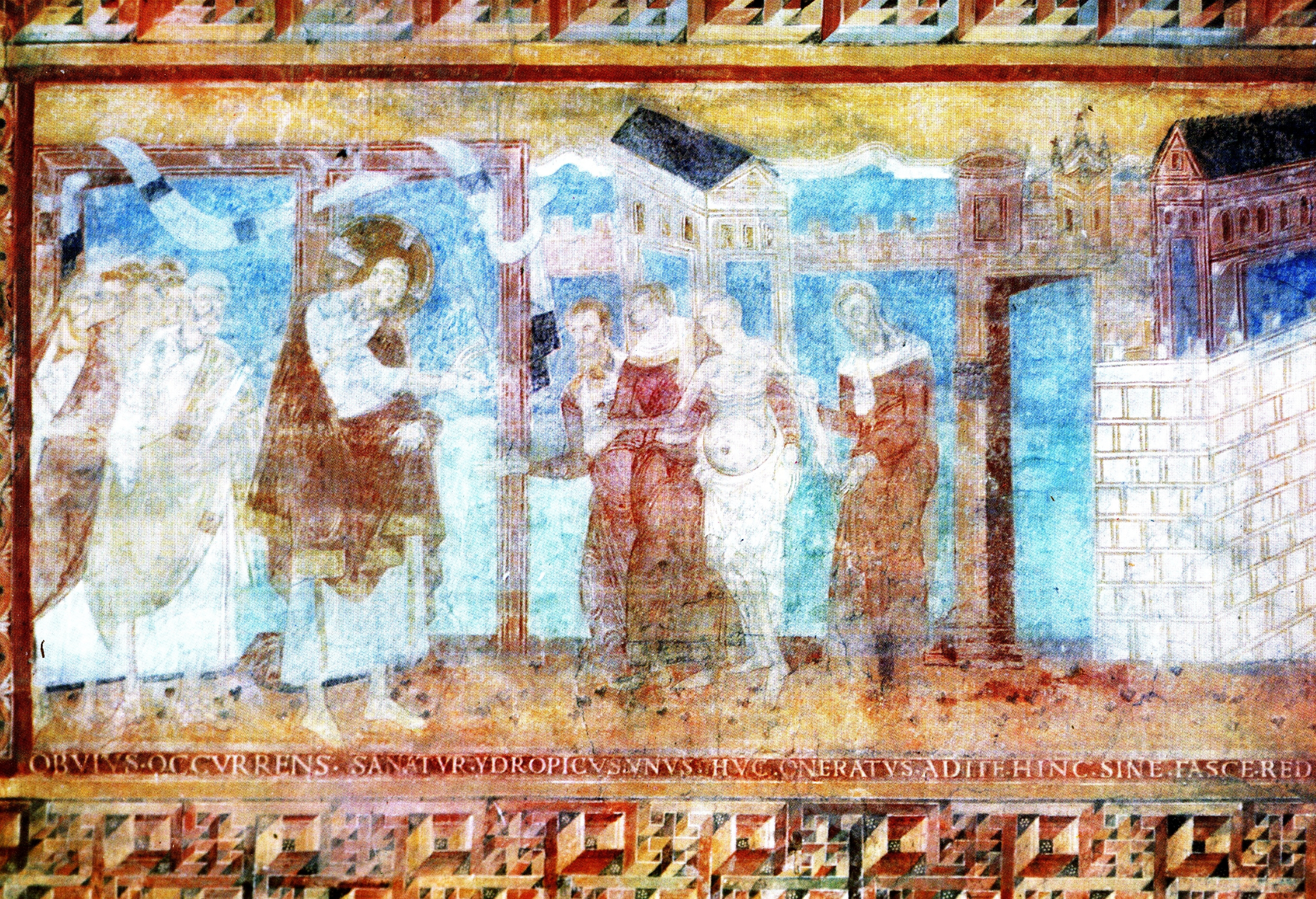
Vindecarea bolnavului de dropică, frescă din Reichenau-Oberzell, sec. al X-lea.

Vindecarea bolnavului de dropică este una din minunile lui Iisus, consemnată numai în Evanghelia după Luca (14:1-6).
În conformitate cu această evanghelie, într-o zi de Sabat (sâmbătă), Iisus din Nazaret a mers să mănânce în casa unei căpetenii a fariseilor și acolo era urmărit cu atenție. În fața sa se afla un om care suferea de dropică (hidropizie), adică de o boală care constă în acumularea anormală de lichid în corp și umflarea acestuia.
Iisus i-a întrebat pe farisei și pe învățătorii legii:
"Se cuvine a vindeca sâmbăta sau nu?"
Dar ei tăceau. Așa că l-a luat pe om, l-a vindecat și i-a dat drumul.
Apoi el i-a întrebat:
"Dacă vreunuia dintre voi îi cade un copil sau un bou în fântână în ziua Sabatului, nu-l veți scoate imediat?"
Și ei nu au mai putut spune nimic.